# Beneficiarius
Il beneficiarius (dal latino beneficia; era colui che godeva dei vantaggi della sua posizione/funzione) era un soldato scelto dell'esercito romano che in età tardo-repubblicana e poi imperiale aveva incarichi speciali, non necessariamente collegati ad un'unità combattente, certamente ricopriva una funzione militare. Ricopriva funzioni per lo più amministrative, logistiche o anche di polizia militare, facendo parte, di quel ristretto gruppo di sotto-ufficiali chiamati principales, esentati da servizi gravosi come le ronde notturne e strettamente collegati ad un comandante superiore (come un governatore provinciale, un legato di legione, un prefetto d'ala o di coorte, ecc.).

## Funzioni
Questo personale che non aveva scopi propriamente bellici, era posto alle dirette dipendenze dei comandi nelle legioni, guardia pretoriana e unità ausiliarie, queste ultime soprattutto se di grandi dimensioni, come quelle milliarie o le alae di cavalleria.
In sostanza si trattava di beneficiarii con funzioni differenti, a seconda di chi "servivano":
- consularis, ovvero di sotto-ufficiali alle dipendenze dirette dei governatori provinciali (legatus Augusti pro praetore);[1]
- legati legionis, alle dipendente del legatus legionis;[2]
- praefecti praetorio, a quelle del prefetto del pretorio;[4]
- praefecti cohortis, a quelle del prefetto di una coorte equitata o peditata;[6]
- praefecti alae, a quelle del prefetto di un'"ala" di cavalleria;[7]
- centurionis classiarii, a quelle del centurione di una nave della marina militare romana;
- praefecti urbis, a quelle del praefectus Urbis;[8]
- procuratoris, a quelle del procurator Augusti nelle province procuratorie;[9]
- tribuni legionis, a quelle di un tribunus militum legionario.[10]

Le funzioni dei beneficiarii spesso potevano cambiare, venendo destinati di volta in volta a nuove mansioni dall'alto ufficiale o magistrato alle cui dipendenze si trovavano. Potevano sorvegliare vie di comunicazione, venendo dislocati in particolari nodi stradali (stationes) come ad esempio nei pressi di Sirmium in Pannonia inferiore o in Dacia a Cășeiu.

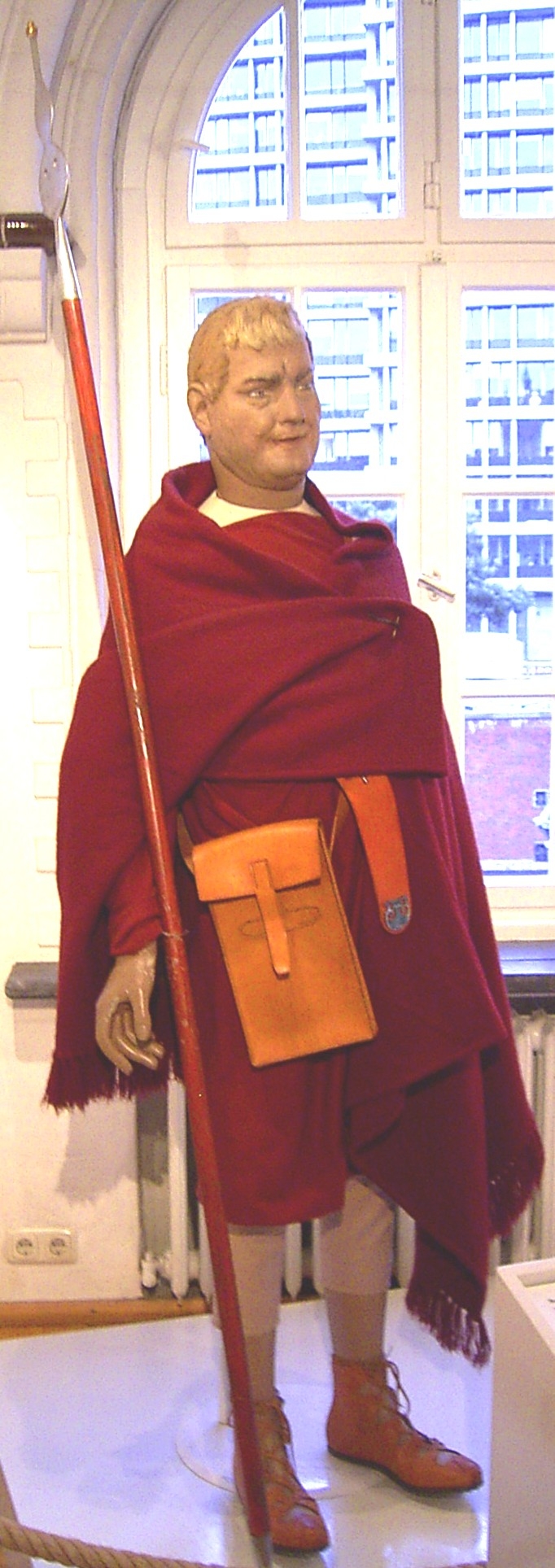
Ricostruzione di un beneficiarius presso lo Zollmuseum di Amburgo.